# Marquis Teague
Marquis Devante Teague (ur. 28 lutego 1993 w Indianapolis) – amerykański zawodowy koszykarz, występujący na pozycji rozgrywającego, obecnie zawodnik Jeonju KCC Egis.
W 2011 wystąpił w trzech meczach gwiazd amerykańskich szkół średnich – Nike Hoop Summit, Jordan Classic, McDonald’s All-American. W 2011 został wybrany do III składu USA Today All-USA, znalazł się też dwukrotnie w IV składzie Parade All-American (2010, 2011).
Karierę koszykarską rozpoczął podczas studiów na uniwersytecie Kentucky w zespole Kentucky Wildcats. Po roku studiów zgłosił się do draftu NBA 2012, w którym to został wybrany z numerem 29 przez Chicago Bulls.
21 stycznia 2014 został wytransferowany do Brooklyn Nets w zamian za Tornike Szengelia.
24 marca 2018 podpisał 10-dniową umowę z Memphis Grizzlies. 3 kwietnia przedłużył niegwarantowaną umowę do końca sezonu, po czym został zwolniony 6 kwietnia. 30 sierpnia dołączył do południowokoreańskiego Jeonju KCC Egis.
W NBA występuje jego starszy brat Jeff.

## Osiągnięcia
Stan na 25 marca 2018, na podstawie, o ile nie zaznaczono inaczej.
NCAA
- Mistrz:
  - NCAA (2012)
  - sezonu regularnego konferencji Southeastern (SEC – 2012)

Indywidualne
- Zaliczony do składu NBA D-League Showcase Honorable Mention (2015)

Reprezentacja
- Mistrz świata U–17 (2010)